# 島津久長 (加治木家)
島津 久長（しまづ ひさなが、文化15年2月18日（1818年3月24日） - 安政3年12月7日（1857年1月2日））は、江戸後期の薩摩藩士。島津久徳の子。通称は又八郎、兵庫。

## 略歴
島津一門四家の加治木島津家当主。父の代に異例の登用を受けており、久長も藩に重用された。嘉永3年（1850年）に家督を継ぎ、嘉永4年（1851年）、藩主に襲封した島津斉彬に、他の一門家当主とともに登城している。翌年には斉彬の初参勤に従って江戸へ上った。藩政では海軍備増強に功を尽くした。また娘貞姫を島津久光、斉彬の養女として島津家と縁の深い近衛忠房に嫁がせている。

## 系譜
- 父：島津久徳
- 母：不詳
- 妻：不詳
  - 女子：光子 - 貞姫。島津斉彬養女、近衛忠房正室